# Giovanni Baptista Ferrari
Giovanni Baptista Ferrari (Módena, 1450 - Roma, 20 de julho de 1502) foi um cardeal do século XVI.

## Primeiros anos
Nasceu em Módena em 1450. De uma família distinta e pobre. Filho de Giovanni Ferrari e Verde Alberghetti. Ele foi chamado de Cardeal de Modena e Cardeal de Cápua.

## Educação
Estudos iniciais e belle lettere em Modena. Obteve o doutorado em direito em Pádua.

## Juventude
Entrou para o estado eclesiástico ainda jovem. Foi para Roma sob a proteção do Cardeal Rodrigo de Borja, futuro Papa Alexandre VI; o cardeal conseguiu para ele um benefício na catedral de Modena e um canonismo no capítulo da catedral. Da mesma forma, o cardeal obteve do Papa Calisto III a sua nomeação como solicitador, escritor e corretor das cartas apostólicas. Nomeado em 1471 um dos doze abreviadores das cartas apostólicas; em 1482, foi promovido a abreviatore di parco maggiore . Secretário do Rei Juan II de Aragão por um breve período. Em 1495, o Papa Alexandre VI nomeou-o assistente do vice-chanceler pontifício para a emissão de cartas apostólicas; e mais tarde, referendário.

## Episcopado
Eleito bispo de Modena em 11 de setembro de 1495; devido aos seus deveres na cúria romana, não pôde residir em Módena e governou a diocese através de vigários gerais. Consagrado (nenhuma informação encontrada). Datário papal de abril de 1496 até sua promoção ao cardinalato; pró-datário até sua morte. Regente da Chancelaria Apostólica.

## Cardinalato
Criado cardeal sacerdote no consistório de 28 de setembro de 1500; foi publicado e recebeu o chapéu vermelho em 2 de outubro de 1500; e o título de S. Crisogono em 5 de outubro de 1500. Promovido à sé metropolitana de Cápua, em 9 de agosto de 1501. Abade comendador do mosteiro de S. Pietro di Rivalba, diocese de Torino, até sua morte. Em 6 de julho de 1502, adoeceu com o veneno administrado por seu mestre de câmara, Sebastiano Pinzoni; no dia seguinte piorou e recebeu a extrema unção; ele morreu treze dias depois; o mestre de câmara foi executado no pontificado do Papa Leão X. Deixou uma grande fortuna que acabou principalmente nas mãos do Papa Alexandre VI.
Morreu em Roma em 20 de julho de 1502, Palácio do Vaticano. O funeral, celebrado pelo Cardeal Francisco de Borja, teve lugar na basílica patriarcal do Vaticano; a oração fúnebre foi proferida por Camillo Procari. Enterrado na basílica patriarcal do Vaticano. Em 27 de julho de 1502, seus restos mortais foram transferidos para Módena por seu irmão Francesco, que sucedeu ao falecido cardeal naquela sé no mesmo dia de sua morte, e sepultados na capela da Madona delle Febbri, junto ao pilar entre o altar . da Madona e a de S. Calisto, na sua catedral. Mais tarde, os seus restos mortais foram colocados no túmulo do seu irmão, o bispo Francesco, acima da porta principal ocidental, com as armas do Papa Alexandre VI e dos dois irmãos, e sustentados por dois leões de mármore